# خط الاستواء الحراري

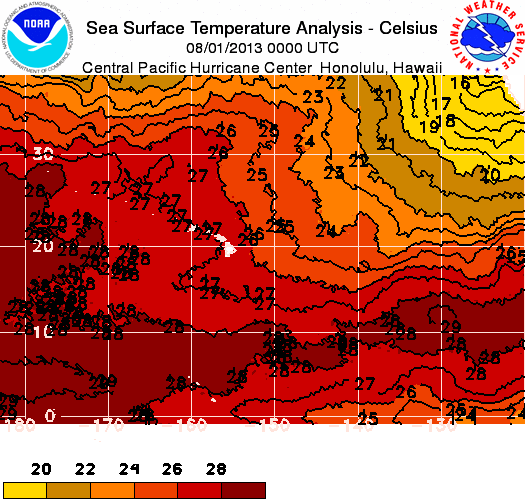

خط الاستواء الحراري (المعروف أيضا باسم "خط الاستواء الساخن") هو حزام يلتف حول الأرض ويمر في أماكن ذات أعلى متوسط حراري سنوي في خط الطول العالم (27 مْ)، وبما أن درجات الحرارة المحلية تتأثر بالموقع الجغرافي للإقليم، ومدى الجبال والتيارات البحرية لذلك فمن المستحيل ضمان التدرج السلس في التغير الحراري.
ويقع خط الاستواء الحراري إلى الشمال من خط الاستواء الفلكي بحدود خمس درجات عرضية، ومرد ذلك إلى اتساع مساحة اليابس شمالي خط الاستواء أكثر من جنوبه، بجانب بقاء الشمس -في حركتها الظاهرية حول الأرض- في نصف الكرة الشمالي مدة أطول من نصف الكرة الجنوبي بحوالي ثمانية أيام. إلا أنه ليس متطابقا مثل كما هو في خط الاستواء الجغرافي.
لا يستخدم المصطلح كثيرا عند وصف حزام درجات الحرارة القصوى المطوقة للعالم الذي ينتقل ما بين مدار السرطان ومدار الجدي، فالمنطقة معروفة باسم نطاق التقارب بين المدارين حيث الكرة الأرضية تدور حول الشمس.
لايزال هناك تعريفات أخرى تحدد خط الاستواء الحراري بأنه خط العرض حيث الإشعاع الشمسي متماثل على مدار السنة; وهو لايشبه خط الاستواء الفلكي لأن الأرض تصل إلى الحضيض (أدنى مسافة من المدار إلى الشمس) أوائل يناير وإلى الأوج (المسافة القصوى) أوائل شهر يوليو وبالتالي فإن الإشعاع الشمسي يكون أعلى بقليل من خط عرض 0° في يناير منه في يوليو بالرغم من ارتفاع الشمس بالظهيرة وطول النهار هما نفس الشيء.
يتوازن عامل الحضيض/الأوج عند بضع درجات شمال خط الاستواء بسبب أن زاوية الشمس تكون أكثر استقامة والنهار يزداد طولا في الانقلاب الصيفي في نصف الكرة الأرضية الشمالي (المشهور في 21 يونيو)، مما يجعل مستوى الإشعاع الشمسي متساو تقريبا في كل من الصيف والشتاء.
المصدر: المعجم الجغرافي المناخي

## وصلات خارجية
- خريطة الحرارة الحالية